# Gracilentulus corsicanus
Gracilentulus corsicanus är en urinsektsart som beskrevs av Andrzej Szeptycki 1993. Gracilentulus corsicanus ingår i släktet Gracilentulus och familjen lönntrevfotingar. Inga underarter finns listade i Catalogue of Life.